# Zandar
Zandar es un personaje ficticio de la línea de juguetes, cómics y series animadas de G.I. Joe: A Real American Hero. Está afiliado a Cobra como miembro de los Dreadnoks. Es interpretado por Matt Gerald en la película del 2013 G.I. Joe: Retaliation.

## Perfil
Zandar es el hermano menor de Zartan y gemelo fraterno de Zarana. Zandar sobresale en su especialidad como maestro del camuflaje y movimiento encubierto como infiltrado y asesino. Zandar también ha usado el disfraz en su repertorio y puede disfrazarse de cualquiera. Es un maestro de las armas silenciosas, incluidos arpones, ballestas, cuchillos Bowie y pistolas con silenciador, y es capaz de permanecer inmóvil durante largos períodos.
Zandar es el segundo hijo de gemelos; su hermana Zarana a menudo es la líder inequívoca de los dos, y el se viste de azul y rosa, similar a Zarana, y usa una bufanda rota que se asemeja a su camisa rosa andrajosa. Al igual que su hermana, Zandar tiene el cabello naturalmente castaño rojizo.
Zandar habla entre él y su hermana en privado con un lenguaje poético compartido, haciéndose eco de las palabras e ideas de cada uno. Zandar está profundamente apegado psicológica y emocionalmente a su gemela y depende de ella, y se niega a separarse de ella y ser leal a ella por encima de todo.
Los Dreadnoks le tienen miedo a Zandar por una razón no revelada: uno de ellos llegó tarde a la patrulla y otro comentó: "Vamos amigo, Zandar está supervisando esta noche. Si él está de tu lado malo, es mejor que esperes que los caimanes te atrapen primero". Zandar es el único otro Dreadnok que Road Pig ha obedecido además de Zarana.
Zandar alberga un profundo resentimiento hacia su hermano mayor Zartan.

## Figura de acción
Zandar y su hermana gemela Zarana se introdujeron en 1986, junto con la segunda ola de figuras de acción de Dreadnok. Zandar y Zarana estaban hechos del mismo plástico reactivo a los rayos UV que Zartan, y cuando se exponían a la luz solar directa, su piel se volvía azul oscuro.
La figura de Zandar tenía una apariencia punk con cabello naranja, un pañuelo azul, aretes, marcas faciales rojas, un torso sin camisa con tatuajes irregulares y un pañuelo rosa en el cuello. El pañuelo del cuello desgarrado se parece a la camisa rosa desgarrada de Zarana, que fue una elección de diseño del diseñador de Hasbro, Ron Rudat. Como accesorios llevaba un arpón y tenía un paquete de lanzas en la espalda.

## Cómics

### Marvel Comics
Zandar y Zarana operaron varias estafas y esquemas para Cobra, utilizando sus habilidades avanzadas como estafadores. Más tarde, Zarana pasó mucho tiempo con el Comandante Cobra y Zandar no estaba a la vista.
En la serie G.I. Joe de Marvel Comics, apareció por primera vez en G.I. Joe: A Real American Hero #51 (septiembre de 1986) como parte de un exitoso intento de rescate de Zartan. Zandar se disfrazó brevemente de mecánico de automóviles en el escondite de Zartan mientras los demás se escondían y distrajo a los Joes, que no se dieron cuenta de que era el joven punk.
Durante la primera guerra civil Cobra (que tiene lugar en la Isla Cobra), Zandar y sus hermanos comandaron tropas del lado del Comandante Cobra. Unos números más tarde, se ve a Zandar ayudando a un escuadrón de Dreadnoks a supervisar el nuevo bastión Cobra de Broca Beach, Nueva Jersey.
Zandar ayuda a crear con éxito un nuevo centro de llamadas para los esquemas de marketing de Cobra; esto a pesar de la interferencia de un escuadrón de G.I. Joe.

### Devil's Due comics
Zandar y sus hermanos crecieron en un orfanato católico. Era pequeño para su edad y otros niños lo intimidaban. Su hermano mayor mató accidentalmente a un niño por intimidar al joven Zandar. Cuando eran adolescentes, los gemelos crecieron en las calles de Londres en lugar de ser separados en diferentes hogares de acogida. Él y su hermana buscaron a su hermano y se encontraron en el interior de Australia como miembros de la pandilla de motociclistas Dreadnok.
Zandar lucha contra las fuerzas invasoras Joe cuando el cuartel general ampliado de los Everglades de Zartan es atacado. Él y Road Pig capturan a Scarlett y Snake Eyes.
Zandar apareció junto a la Baronesa cuando Cobra hizo un trato con el terrorista radical Tyler Wingfield en Devil's Due's G.I. Joe: Frontline. Él y la Baronesa matan a cuatro agentes que custodian una casa segura.
La guerra civil se apoderó de la Isla Cobra una vez más. Como miembro enmascarado de la Coil, Zandar luchó contra Zartan, pero el hermano menor perdió y recibió un cuchillo en el estómago. Zandar se quitó la máscara y se reveló a Zartan, quien no se había dado cuenta hasta ese momento de que Zandar estaba luchando contra él. Antes de caer inconsciente, Zandar pronuncia unas "últimas palabras" para su gemelo, una disculpa por haberse apartado de su lado. Zartan atrae a todas sus fuerzas, que habrían perdido la batalla por Cobra si el Comandante Cobra no se hubiera ocupado personalmente de que el mismo Serpentor fuera derribado. Sin un líder, Coil cayó ante los soldados más nuevos de Cobra, los Neo-Vipers.
Las acciones de Zandar vuelven a afectarlo cuando Duke y el ex-comandante Joe, Phillip Rey, llegan al cuartel general de los Dreadnoks para confrontarlo en busca de información. Zartan literalmente arroja a Zandar a la pareja, diciendo que además de matarlo, los dos pueden hacer lo que deseen; este es el castigo de Zandar por traicionar a Cobra.

### IDW
Zandar y Zarana hacen una aparición suministrando armas a la pandilla de motociclistas Heathens, que trabajan bajo el programa "The One's". Preocupados solo por su dinero, no por la política o los objetivos de la pandilla, los gemelos exigen su pago, pero no antes de que un equipo de ataque de G.I. Joe los ataque y les ordene que se rindan. Los gemelos huyen en su moto, no sin antes darse cuenta de que ninguno de los dos cobró su cuota. También se dan cuenta de que "The One" los considera prescindibles y prometen acabar con "The One". Shipwreck los sigue mientras se alejan a toda velocidad, informándoles que los tiene superados en armas. Zandar y Zarana usan holografía para ocultarse a sí mismos y a su bicicleta. Los gemelos Dreadnok fueron detenidos poco después y puestos bajo custodia.

### IDW posrevolucionarios
Los gemelos Dreadnok, disfrazados de lugareños del interior de Mongolia, Ying y Yong, lideran un equipo de ataque de G.I. Joes a la fortaleza de culto de Crystal Ball, donde fueron emboscados por Crystal Ball y los Dreadnoks. Zandar y Zarana se escabullen en algún momento durante la batalla.
Durante la persecución de los Joes por parte de los Dreadnoks, fueron arrebatados bajo tierra por los grandes "Fatal Fluffies" convocados por Crystal Ball. Zandar y Zarana aparecen de nuevo con los Dreadnoks, emboscando a Duke en el subsuelo, con la intención de tomar prisioneros a los Joes, la Baronesa y Crystal Ball.

## Serie animada

### Sunbow
Zandar apareció en la segunda temporada de la caricatura Sunbow G.I. Joe, con la voz de Peter Cullen. En el episodio de cinco partes "Levántate Serpentor, Levántate", Zandar y Zarana se unen a Zartan para encontrar nuevos reclutas para los Dreadnoks. Durante este episodio de cinco partes, Roger C. Carmel expresó la voz de Zandar en la segunda parte y Milton James expresó su voz de Zandar en la quinta parte cuando Peter Cullen no estaba disponible para esos dos episodios.

### G.I. Joe: The Movie
Zandar también apareció brevemente en la película animada de 1987 G.I. Joe: The Movie.

## Película de acción real
Zandar aparece en G.I. Joe: Retaliation (2013), interpretado por el actor Matt Gerald. En la película, Zandar es miembro de Cobra y el jefe del destacamento del presidente de los Estados Unidos (Zartan disfrazado). El fue asesinado a tiros por el General Joseph Colton, cuando tenía como rehén al verdadero presidente de los Estados Unidos.

## Otras obras
La figura de Zandar aparece brevemente en la novela de ficción 6 Sick Hipsters. En la historia, el personaje Paul Achting pasó cuatro años recolectando figuras de G.I. Joe para crear una escena de batalla entre Joes y Cobra. Mientras imaginaba los personajes en su cabeza, describió a los Dreadnoks como "un equipo de élite de mercenarios maníacos aliados con Cobra para esta batalla", con las figuras tendidas en el grueso de la alfombra peluda, y sentado junto a Monkeywrench estaba Zandar, "el líder de los Dreadnoks y maestro del disfraz, aunque se parecía más a un miembro de Duran Duran circa Arena que a un asesino enloquecido".